# الخطارة (قنا)
قرية الخطارة هي إحدى القرى التابعة لمركز نقادة في محافظة قنا في جمهورية مصر العربية. حسب إحصاءات سنة 2006، بلغ إجمالي السكان في الخطارة 20872 نسمة، منهم 10119 رجل و10753 امرأة.